# Торнеус, Мишель
Мишель Торнеус (швед. Michel Tornéus, род. 26 мая 1986 года) — шведский легкоатлет, специализирующийся в прыжке в длину. Чемпион Европы в помещении 2015.

## Биография
Его отец выходец из Демократической республики Конго, а мать шведка.

## Карьера
На Олимпиаде 2012 года в Лондоне занял 4-е место, проиграв всего 1 сантиметр бронзовому призёру Уиллу Клэю.
В сезоне 2015 года выиграл соревнования XL Galan с результатом 8,07 и чемпионат Швеции в помещении. 6 марта 2015 года выиграл чемпионат Европы в помещении, установив новый национальный рекорд — 8,30 м.